# La síndrome de Madison Heights
La síndrome de Madison Heights (títol original: SFW) és una pel·lícula estatunidenca dirigida per Jefery Levy, estrenada l'any 1994. Ha estat doblada al català.

## Argument
Cinc persones són retingudes en un magatzem per un grup de segrestadors. La petició de les seves captores, que les televisions retransmetin en directe els 36 dies que durarà la captivitat. Passat el mes de segrest, quan els dos únics supervivents són alliberats, un d'ells el jove Cliff Spab anomenat KH, surten al carrer i s'adonen que s'han convertit en veritables herois nacionals, veritables personatges famosos, i que la població imita els seus gestos i idolatren tot el que fa referència a ells. Segrestats per terroristes, esdevé una celebritat  l'endemà quan és alliberat. Però Cliff només és un adolescent anticonformista, massa apàtic per apreciar aquest sobtat reconeixement. Una actitud que tindrà imitadors.

## Repartiment
- Stephen Dorff: Cliff Spab
- Reese Witherspoon: Wendy Pfister
- Jake Busey: Morrow Streeter
- Joey Lauren Adams: Monica Dice
- Pamela Gidley: Janet Streeter
- David Barry Gray: Scott Spab
- Jack Noseworthy: Joe Dice
- Richard Portnow: Gerald Parsley
- Edward Wiley: Mr Spab
- Lela Ivey: Mme Spab
- Natasha Gregson Wagner: Kristen
- Annie McEnroe: Dolly
- Virgil Frye: Earl
- Francesca Roberts: Kim Martin
- Soon-Tek Oh: Milt Morris
- Tobey Maguire: Al